# 30. pehotni polk (Italija)
30. pehotni polk Pisa/Assietta  je bil pehotni polk (Kraljeve) Italijanske kopenske vojske.

## Zgodovina
Med prvo svetovno vojno je bil polk nastanjen na soški fronti, medtem ko je bil polk med drugo svetovno vojno (1940-43) nastanjen v Franciji, v Jugoslaviji in na Siciliji.